# Equipamiento de ajedrez
El equipamiento de ajedrez es el conjunto de elementos necesarios para jugar partidas de ajedrez en torneos oficiales. Para un torneo de ajedrez en modo OTB (over the board) o presencial, el equipamiento requerido incluye: mobiliario, tablero, piezas, reloj y planilla.
La FIDE, el organismo rector internacional del juego, establece las condiciones generales del equipamiento de ajedrez para los torneos que organiza, o los organizados por sus federaciones afiliadas. La FIDE recomienda que los jugadores participantes aprueben el equipamiento de ajedrez utilizado en las competiciones de alto nivel. En el caso de un desacuerdo por parte de cualquiera de los jugadores, el equipo que se utilizará debe ser decidido por el Organizador Jefe o el Árbitro Jefe del torneo. La FIDE recomienda encarecidamente que todo el equipo de ajedrez utilizado en una competición esté estandarizado para todos los jugadores y juegos.

## Mobiliario
El mobiliario general (mesas y sillas) debe responder a ciertas condiciones básicas de ergonomía, facilidad de transporte, entre otros. La altura de las mesas debe ser de 74 cm, el ancho debe ser de 85 cm (dejando 15 cm de acodamiento para cada jugador) y el largo debe ser de 110 cm, con un margen de tolerancia del 15%. Igualmente, la FIDE recomienda una distancia de 3 metros entre las mesas, tanto entre costados horizontales como verticales, con una tolerancia mínima de 0.5 metros y máxima de 1.5 m.  Sin embargo la FIDE recomienda adaptar estas dimensiones en torneos para niños.
Debido a la pandemia de COVID-19 que se presenta en la actualidad, algunas federaciones u organizadores han optado por incluir una mampara protectora transparente entre ambos jugadores, como parte de los protocolos sanitarios para reducir el riesgo de contagio.

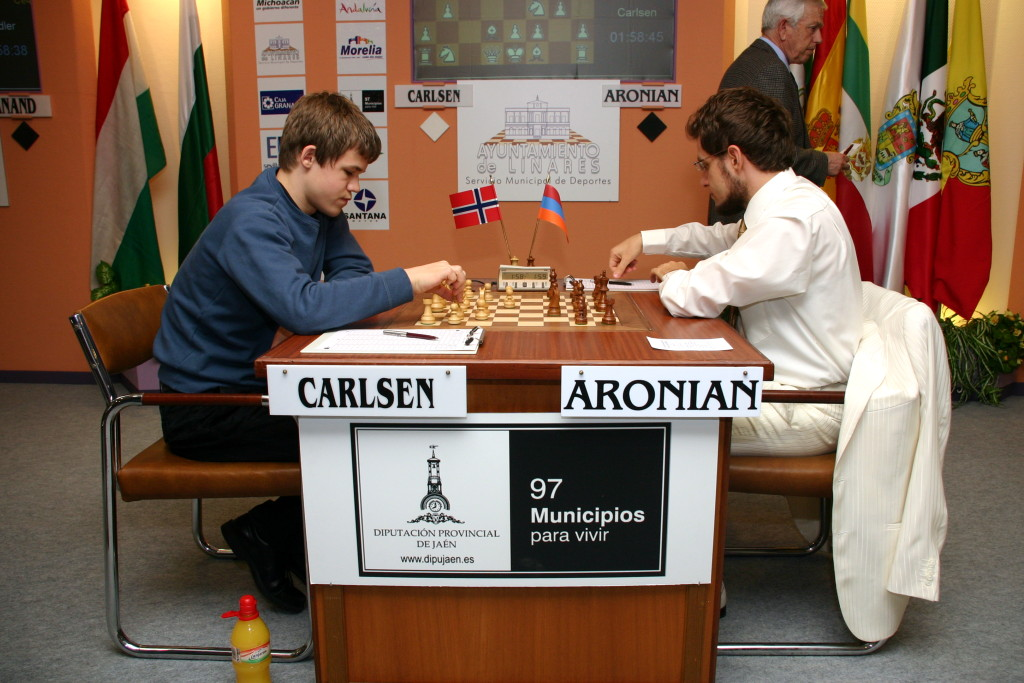
Partida entre Magnus Carlsen y Levon Aronian del Torneo de Linares, 2007.
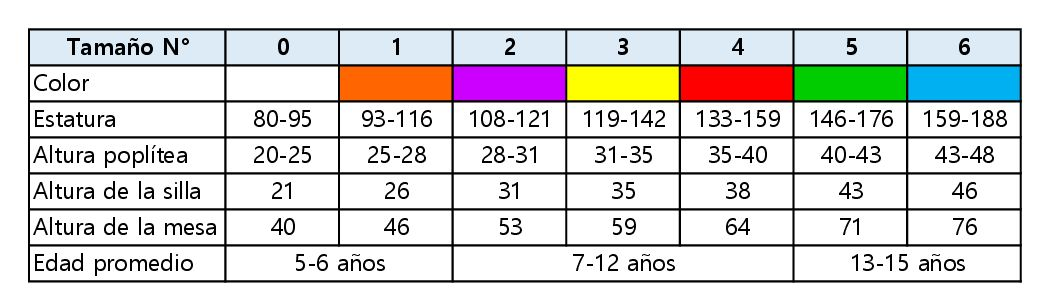
Tabla de alturas recomendadas para mesas y sillas para niños en torneos de ajedrez según la FIDE.

## Tablero
El tablero de ajedrez para competiciones avaladas para el escalafón de la FIDE puede ser de madera, plástico o cartón, siempre que sean rígidos, aunque es habitual que en torneos abiertos sean de vinilo enrollable. Sin embargo, la FIDE recomienda que para torneos de nivel continental o mundial, se deben usar tableros de madera. La combinación de colores de las casillas claras y oscuras debe ser agradable a la vista, sin reflejos y con suficiente contraste.
Las dimensiones del tablero se basan en las de las casillas, cuyo lado debe estar entre 5 y 6 cm; es decir que el tablero debe tener entre 40 y 48 cm de lado. El tablero puede ser independiente de la superficie de la mesa o no; si lo es, debe garantizarse que no se mueva durante la partida.
Los tableros pueden ser electrónicos, es decir, estar provistos de sensores que detectan la ubicación de las piezas, lo cual permite la retransmisión en línea de las partidas.
En el caso de los jugadores con discapacidad visual, se aplican las indicaciones de la IBCA (International Braille Chess Association). No hay normas exactas sobre las dimensiones de los tableros, que se dejan a la preferencia y comodidad de los jugadores, pero se recomienda que los tableros especiales tengan las siguientes características:
- Las casillas oscuras deben sobresalir 3 a 4 mm. por encima de las casillas claras
- Las casillas deben tener un orificio en su centro para insertar en él las piezas

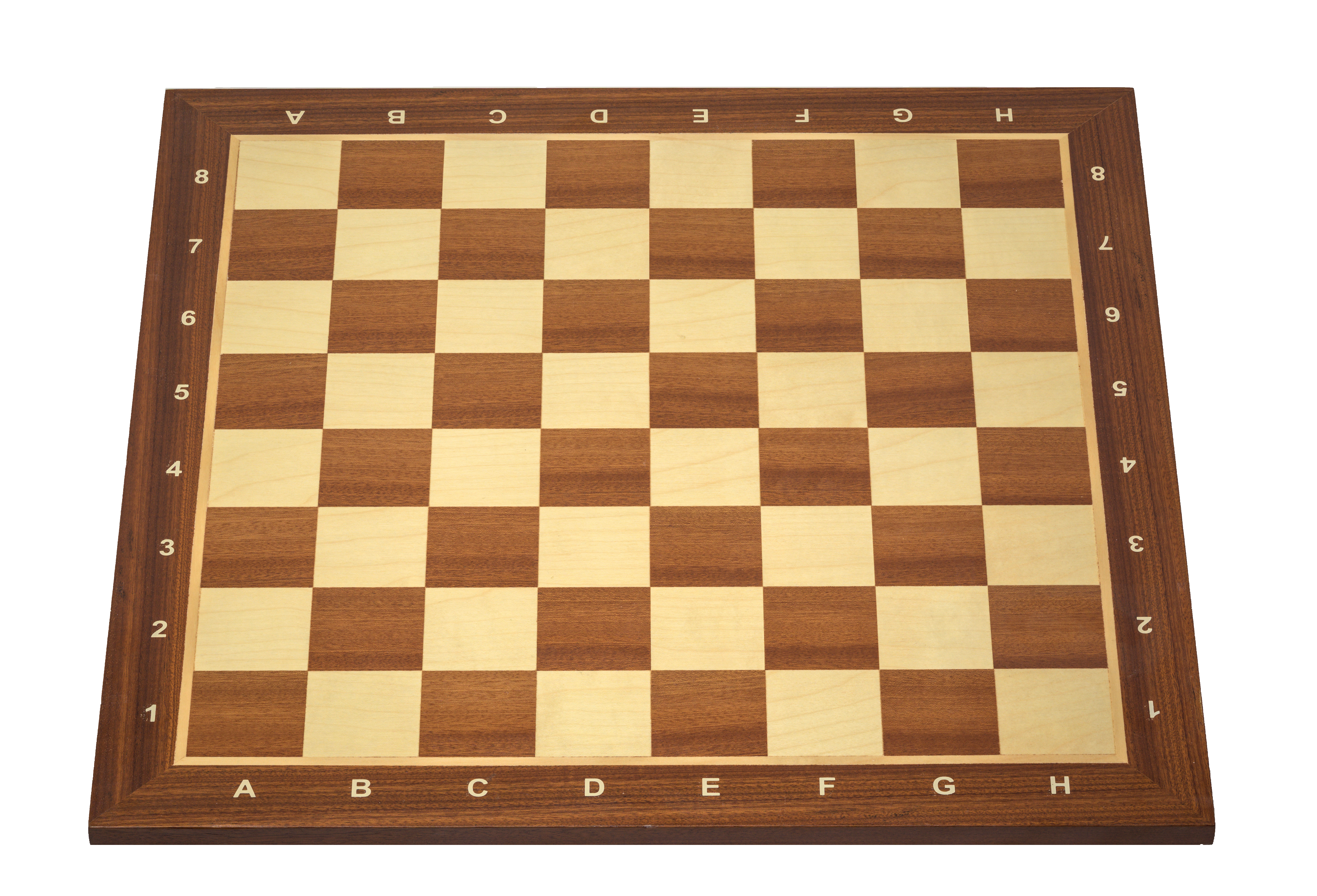
Tablero de ajedrez.
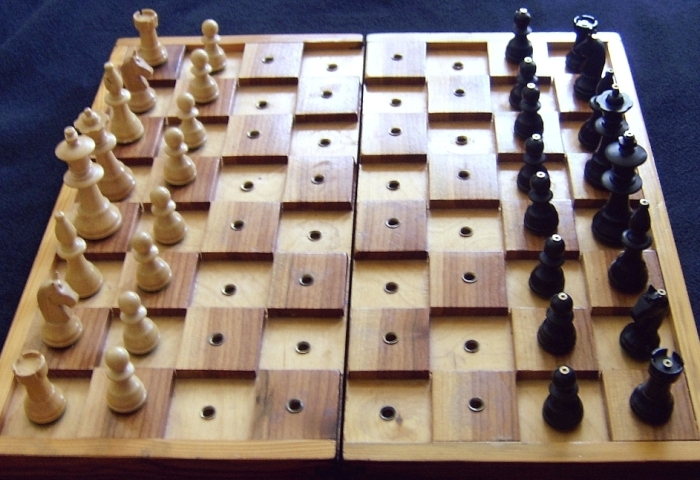
Tablero especial para jugadores con discapacidad visual.

## Piezas

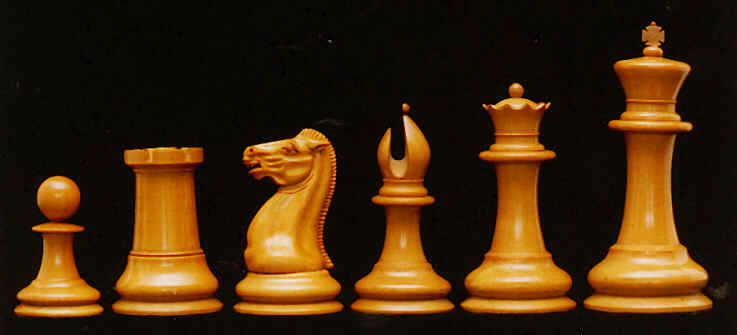
Piezas de estilo Staunton originales.

El diseño de las piezas de ajedrez obedece a razones estéticas, peso, proporción, comodidad, entre otros. Se recomienda que el diseño de las piezas sea el estilo Staunton.
Las dimensiones de las piezas deben estar proporcionadas con las de las casillas. Una pauta general suele ser que la base de la pieza más pequeña, el peón, sea igual a la mitad del lado de una casilla; la altura de las torres sea igual al lado de una casilla, y la altura del rey corresponda a dos casillas. Las dimensiones recomendadas por la FIDE son:
- Rey: 9.5 cm.
- Dama: 8.5 cm.
- Alfil: 7 cm.
- Caballo: 6 cm.
- Torre: 5.5 cm.
- Peón: 5 cm.

La altura de las piezas puede variar hasta un 10% respecto de las recomendadas por la FIDE, pero el orden de altura de las piezas debe mantenerse. Los colores de las piezas pueden ser blancas y negras, o en consonancia con los colores de las casillas del tablero.
En el caso de los jugadores con discapacidad visual, las piezas deben tener un vástago o cilindro que permita que sean insertadas en las casillas del tablero, y las piezas negras deben tener un elemento en la parte superior (un clavo o una muesca) que permita al jugador distinguirlas de las piezas blancas.

## Reloj

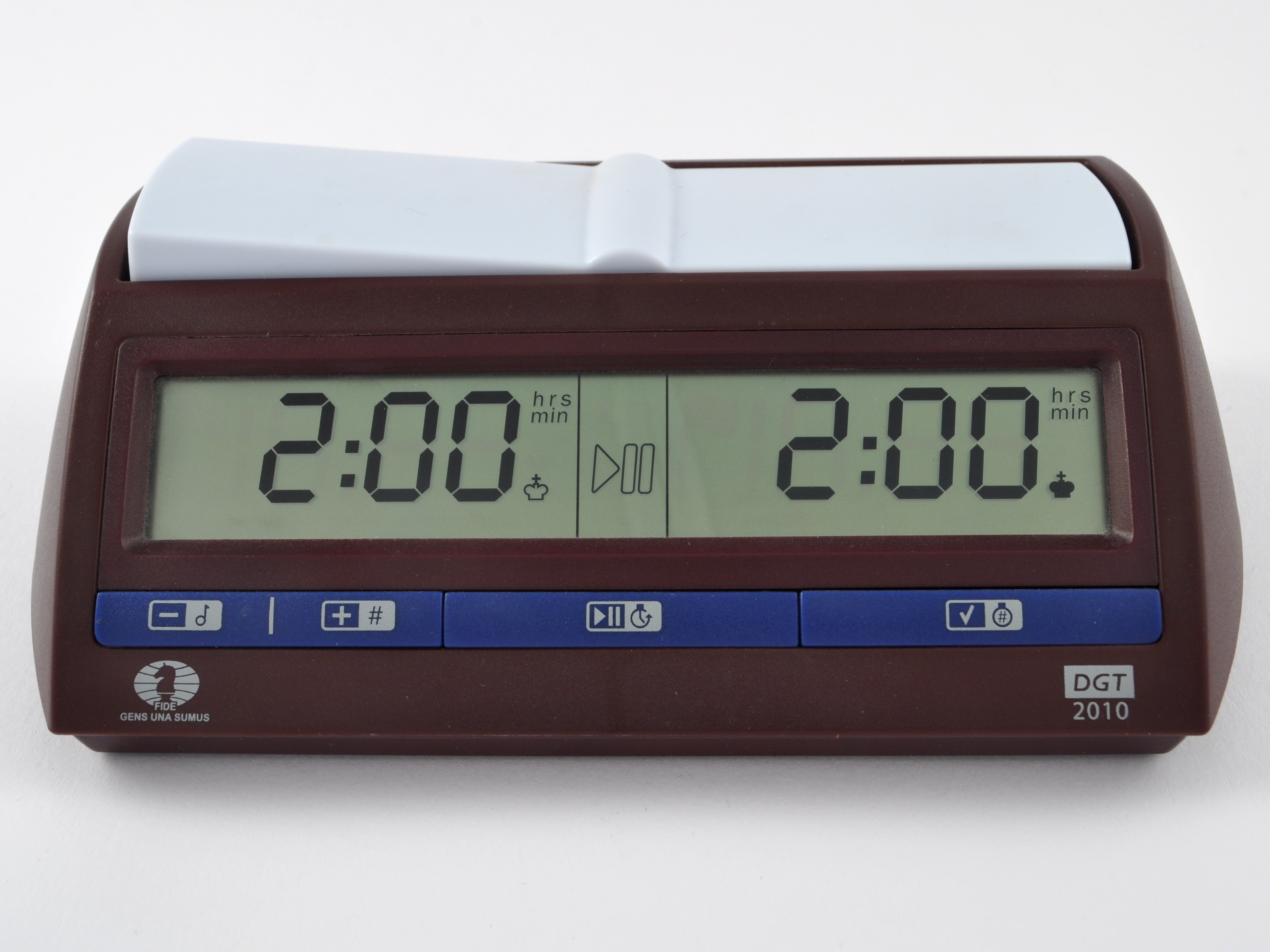
Reloj digital de ajedrez.

Los torneos oficiales deben jugarse con un reloj de ajedrez para controlar los límites de tiempo de las modalidades admitidas por la FIDE. Según el tiempo que tiene un jugador para toda la partida, la FIDE admite tres ritmos de juego: clásico (mínimo 60 minutos), rápido (hasta 25 minutos), y blitz (hasta 5 minutos). Aunque la FIDE avala los torneos jugados con relojes mecánicos, determina que para torneos continentales o mundiales, o las olimpiadas de ajedrez se usen únicamente relojes electrónicos.
Los relojes suelen colocarse a la derecha del jugador que tiene las piezas negras, pero su ubicación la decidirá en último caso el árbitro del torneo. En el caso de los relojes electrónicos, la FIDE establece que debe ser legible desde máximo 3 metros de distancia, y debe distinguirse cuál reloj está funcionando desde una distancia mínima de 10 metros. También debe ser capaz de indicar cuál jugador agotó primero su tiempo.
Para los jugadores con discapacidad visual existen relojes análogos táctiles, mientras que los relojes digitales deben disponer de una función que informe del tiempo mediante sonido.

## Planilla

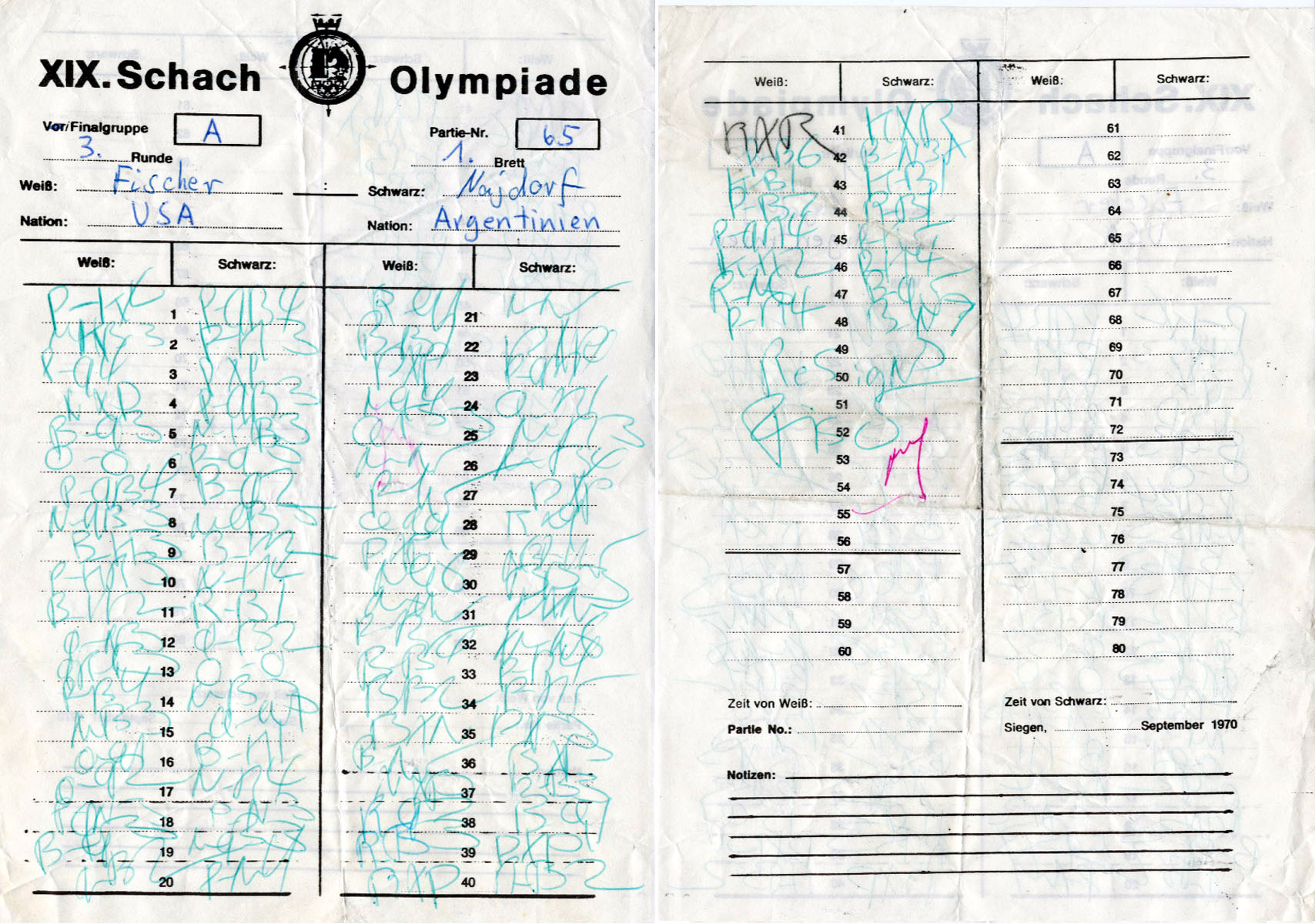
Planilla de la partida entre Bobby Fischer y Miguel Najdorf de la olimpiada de ajedrez de 1970.

En las partidas de ajedrez jugadas a ritmo clásico, es obligatoria la anotación de las jugadas en una planilla, para efectos de evidencia en caso de reclamación arbitral y otros casos. En las demás modalidades de tiempo no es obligatoria la anotación de las partidas.
También se permite el uso de planillas electrónicas, dispositivos cuya única función es la anotación de las jugadas, y que en ningún caso pueden ser dispositivos de propósito general, como teléfonos, tabletas, etc.
Los jugadores con discapacidad visual pueden registrar las partidas con grabadoras o dispositivos para escribir en Braille.